# عامر بن مسعود الجمحي
عامر بن مسعود الجمحي القرشي، مختلف في صحبته، ولي الكوفة بعد موت يزيد بن معاوية باتفاق من أهلها عليه، وأَقره ابن الزبير على الكوفة، وكان يلقب: دُحْرُوجَة الجُعَل لقصره، ثم عزله ابن الزبير بعد ثلاثة أَشهر واستعمل بعده عبد الله بن يزيد الخطمي.

## نسبه
عامر بن مسعود بن أمية بن خلف بن وهب بن حذافة بن جمح الجمحي. هو ابن أخي الصحابي صفوان بن أمية. وأمه هي هند بنت أبي بن خلف.

## نبذة
لما تولى الكوفة خطب في اهلها وقال في الخطبة: إن لكل قوم أشربةً ولذات، فاطلبوها في مظانّها، وعليكم بما يحل ويحمد واكسروا شرابكم بالماء.
فقال أحد الشعراء:
من ذا يحرّم ماء المزن خالطـه ** في قعر خابية ماء العنـاقـيد
إني لأكره تشديد الـرواة لـنـا ** فمها، ويعجبني قول ابن مسعود
لما ولي ابن الزبير الخلافة أقره على الكوفة، وكان يقلت دحروجة الجعل، لقصره. وعزله ابن الزبير بعد ثلاثة أشهر، واستعمل بعده عبد الله بن يزيد الخطمي.
قيل لعامر رواية عن النّبي صلّى الله عليه وسلم، والأكثرون قالوا: إن حديثه مرسل، ولد عامر قبل الفتح بقليل، فلذلك لم يثبت له صحبةُ السّماع مِنَ النبيّ صلّى الله عليه وسلم، وإنْ كان معدودًا في الصّحابة؛ لأن له رؤية.
ذكر محمّد بنُ حبيب في شعر فضالة بن شريك الأسدي أنَّ عامر بن مسعود كان مُقِلًا - بخيلا - ، وأنه تزوّج امرأة بالكوفة، من بني نصر من هوازن، فسأل في صداقها، فكان يأخذ مِنْ كل أحد دِرْهمين، فهجاه فضالة بن شريك، فذكر شعرًا.
هو والد إِبراهيم بن عامر، الذي روى عنه سفيان الثوري وشعبة بن الحجاج، وروى الترمذي بإسناد صحيح عن عامر بن مسعود، قال: قال رسول الله صَلَّى الله عليه وسلم: «الصَّوْمُ فِي الشِّتَاءِ الغَنِيمَةُ الْبَارِدَةُ»، قال التِّرْمِذِيُّ: هذا مرسل، وعامر بن مسعود لم يُدْرِك النبيَّ صَلَّى الله عليه وسلم انتهى، وذكر في «العلل الكبير»: أن البخاري قال: لا صحبة له ولا سماع، وقال أبو داود: سألت أحمد بن حنبل عنه: أَلَهُ صحبة؟ فقال: لا أدري، وسمعت مصعب الزبيري يقول: له صحبة، وقال ابن حبان في «الثّقات»: يروي المراسيل، ومَنْ زعم أن له صحبة بلا دلالة فقد وهم، وقال البغوي، عن محمد بن علي، عن أحمد: ما أرى له صحبة، وقال الدُّوري، عن ابن معين: له صحبة، وقال ابن السكن: روَى حديثين مرسلين، وليست له صحبة.